# BigCouch
BigCouch è un database open source compatibile con Apache CouchDB. Assicura alta disponibilità, tolleranza ai guasti e architettura a cluster. In passato era gestito da Cloudant. Il progetto è stato integrato in CouchDB nel luglio 2013.
BigCouch permette di creare cluster di CouchDB distribuiti su un numero arbitrario di server. All'utente appare come un'unica istanza di CouchDB, ma in realtà sono uno o più nodi di un cosiddetto "elastic cluster". I nodi collaborano all'unisono per recuperare e memorizzare documenti, indici, viste e far funzionare applicazioni CouchApp.
I cluster si comportano secondo i concetti descritti nell'articolo Dynamo di Amazon, in cui ogni nodo può accettare richieste. I dati sono posizionati su partizioni basate su un algoritmo di hashing consistente e protocolli con quorum per le operazioni di lettura/scrittura.
È basato su Erlang e Open Telecom Platform, nonostante usi un proprio meccanismo di RPC invece che quello di OTP sul proprio server "rex".
BigCouch fu sviluppato per rispondere a una lamentela comune degli scettici di CouchDB: "non è scalabile", nel senso che non è possibile aumentarne la dimensione aumentando il numero di server utilizzati.
Questa caratteristica è necessaria a CouchDB per poter essere usato per affrontare problemi relativi ai Big Data.